# Heterobiantes geniculatus
Heterobiantes geniculatus – gatunek kosarza z podrzędu Laniatores i rodziny Epedanidae. Jedyny znany przedstawiciel monotypowego rodzaju Heterobiantes

## Występowanie
Gatunek znany jedynie z Chińska Hongkongu.